# 케이카
케이카(K Car Co. Ltd.)는 대한민국의 중고차 기업이다. 본사는 서울 영등포구 선유로43길 27 (양평동3가, 청우오토프라자) 3층에 위치해 있으며 대표이사는 정인국이다.

## 상장
2021년 10월 13일에 주관사를 NH투자증권,대신증권,삼성증권,하나금융투자로 공모가 25,000원에 코스닥 시장에 상장하였다.

## 같이 보기
- 중고차

## 참고문헌
1. ↑  케이카, 2024년 중고차 시장 키워드 ‘REFORM’, 신일보, 2023.12.21
2. ↑  케이카 “2024년 중고차 시장 키워드 ‘REFORM’..변화의 해 될 것”, 이데일리, 2023-12-21